# Міська бібліотека Акурейрі

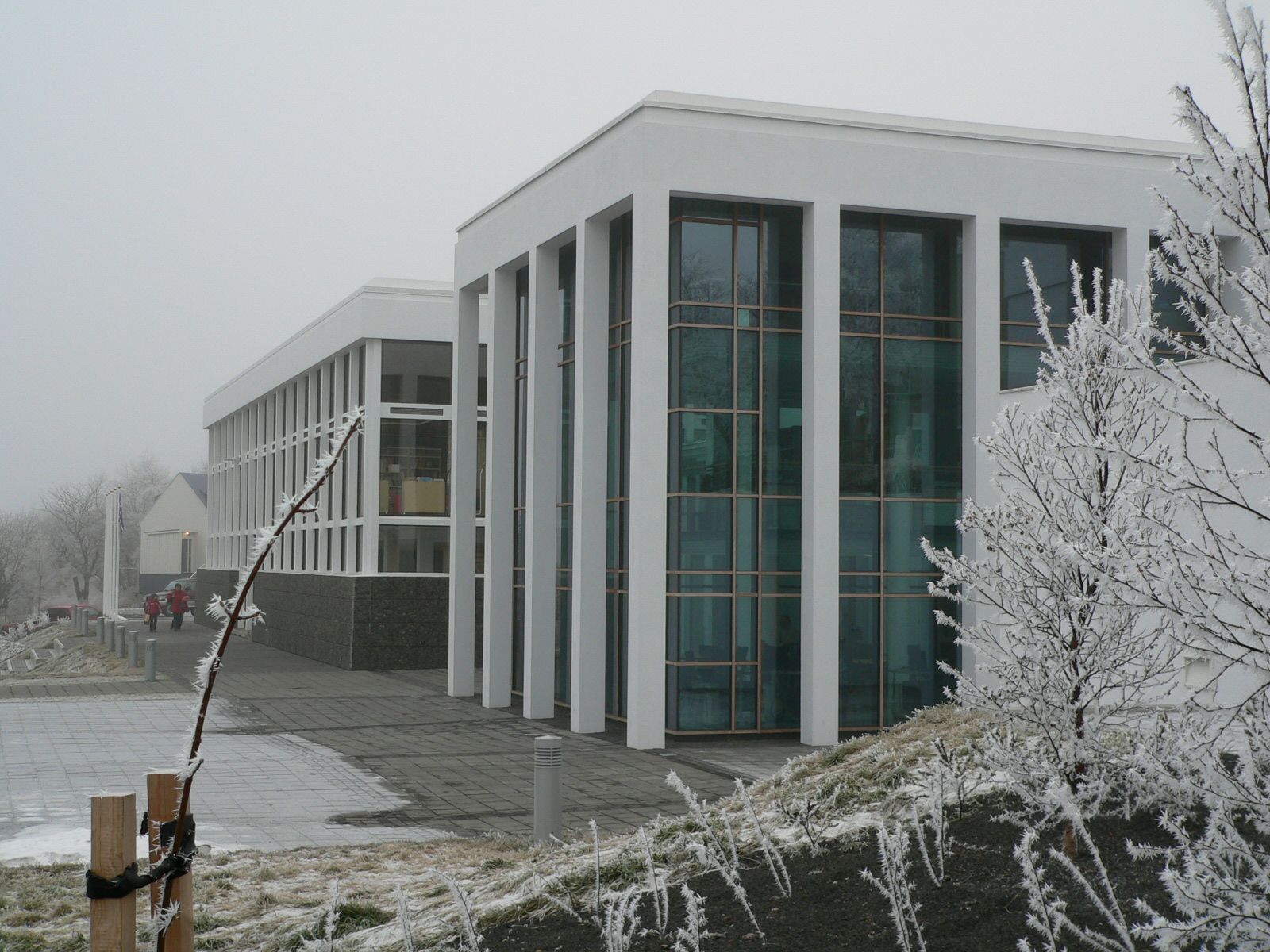
Бібліотека взимку. Вид з північної сторони.

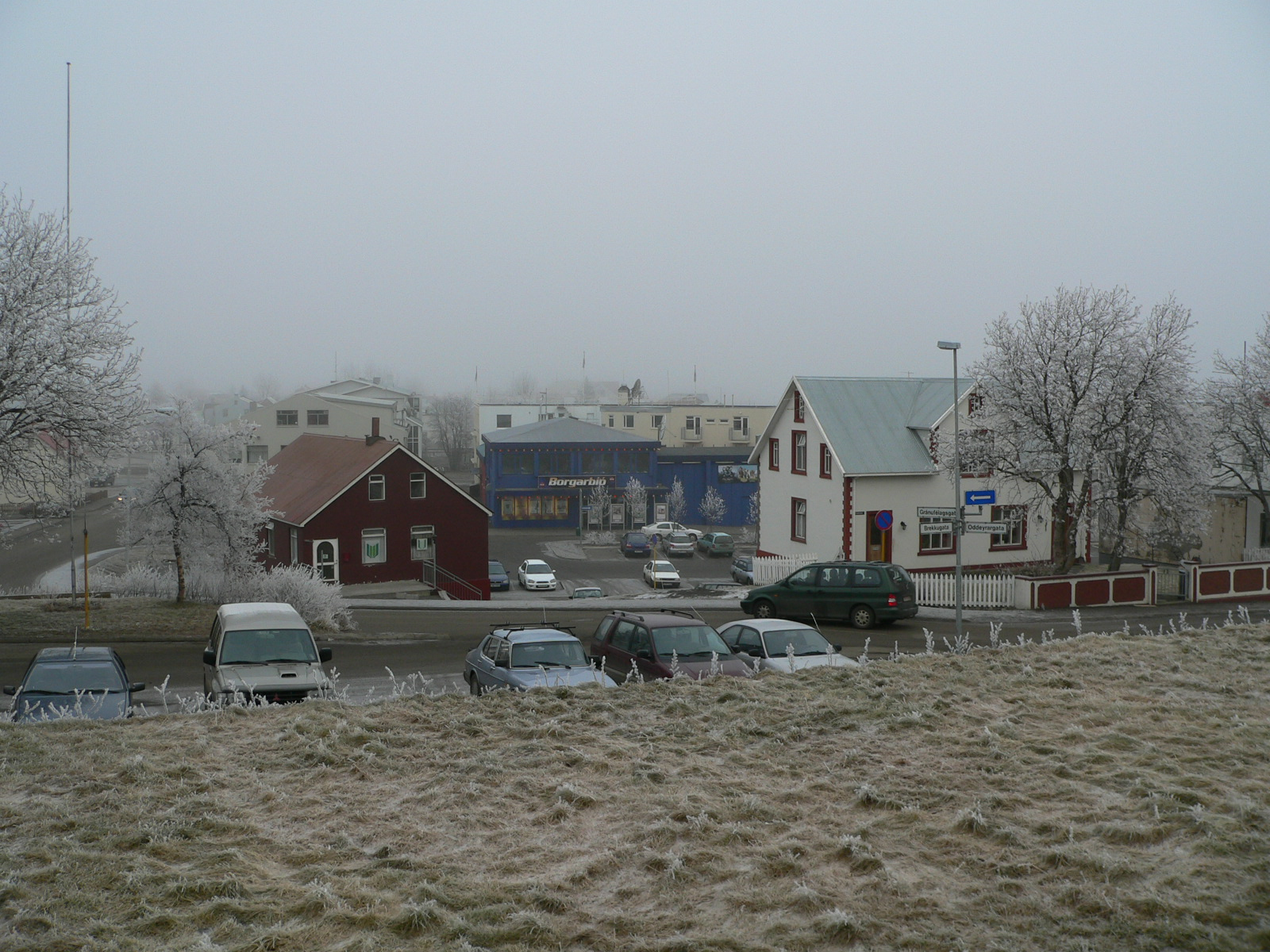
Вид на кінотеатр Borgarbíó з фасаду бібліотеки.

Amtbókasafnið á Akureyri— публічна бібліотека в Акурейрі. Це найстаріший публічний заклад в місті Акурейрі, Ісландія. У підвалі цієї новобудови розташовані близько 7 кілометрів книжкових полиць. На верхніх поверхах бібліотеки — книги для абонемента, читальний зал та кабінети. В будівлі бібліотекаи функціонує невелика кав'ярня. Там, де зараз розташована бібліотека, раніше була будівля Brekkugata 19.